# S&P娛樂
S&P娱乐，（韓語：英語：）是韩国的一家艺人經紀公司，是由金素慧創立的一人經紀公司。

## 命名原因[5][6]
- 金素慧參加韓國綜藝節目《PRODUCE 101》時：

1. 穿著鯊魚裝（Shark）進行自我介紹。
2. 在「恐怖箱」環節中說出：「人類不是像猴子，而是像企鵝」(Penguin)。

取兩動物之字首S和P，結合成S&P Entertainment。

## 現有藝人
- 金素慧[7]：韓國女歌手、演員；前韓國女子組合I.O.I的成員。

## 外部連結
- 官方網站（页面存档备份，存于）